# Jean-Baptiste Audebert
Jean Baptiste Audebert (Rochefort, 1759 — Paris, 1800) foi um artista e naturalista da França.